# Relations entre la France et le Paraguay
Les relations entre la France et le Paraguay sont des relations internationales s'exerçant entre un État d'Amérique du Sud, le République du Paraguay, et un autre principalement européen, la République française. Elles sont structurées par deux ambassades, l'ambassade du Paraguay en France et l'ambassade de France au Paraguay.

## Histoire

### La colonie française de Nouvelle-Bordeaux au Paraguay
Après la guerre de la Triple Alliance (1864-1870), qui avait dévasté le Paraguay, le pays cherchait à attirer des colons étrangers pour revitaliser son économie et repeupler ses territoires. À cette époque, Ferdinand de Lesseps, célèbre pour son rôle dans la construction du canal de Suez, encouragea un groupe de colons français, principalement originaires de Bordeaux et de sa région, à s'installer dans ce pays d'Amérique latine.
La colonie fut établie près de Villa Hayes, dans une région au climat tropical et au sol fertile, mais les conditions s'avérèrent rapidement plus hostiles que prévu. Les colons durent faire face à des maladies, à un isolement géographique, et à un manque de préparation en matière d'infrastructures et de gestion agricole. Les interactions avec les populations locales furent également compliquées, en raison des différences culturelles et linguistiques.
Malgré un début marqué par l'espoir et l'enthousiasme, la colonie déclina rapidement. Beaucoup de colons abandonnèrent le projet pour retourner en France ou migrer vers d'autres régions d'Amérique du Sud. En quelques années, Nouvelle-Bordeaux cessa d'exister en tant que communauté organisée.
L'histoire de Nouvelle-Bordeaux reflète les ambitions et les désillusions des projets de colonisation européenne en Amérique du Sud au XIXe siècle. Elle est un témoignage des défis rencontrés par les colons et des limites de l'expansion coloniale dans des environnements peu maîtrisés.

### Dictature du général Stroessner (1954-1989)
A l'exception de la visite du général de Gaulle lors de sa tournée sud-américaine en 1964, aucune visite bilatérale n'a eu lieu entre la France et le Paraguay pendant la dictature du général Stroessner.

### Relations après les années 1990
Les relations bilatérales ont été relancées au plus haut niveau avec la venue à Paris en avril 1994 du président Wasmosy (première visite d’un chef d’État paraguayen en France, renouvelée en décembre 1995). Le président de la République Jacques Chirac s’est rendu à Assomption en mars 1997 et le président paraguayen Duarte Frutos a effectué un déplacement en France en 2006.
Les contacts ont été plus réguliers et ont connu une nette accélération à partir de 2015 et se poursuivent aujourd’hui : le président Peña a ainsi rencontré le président de la République Emmanuel Macron lors de la cérémonie d’ouverture des JO de Paris, le 26 juillet 2024.

## Relations bilatérales

### Diaspora
La communauté française au Paraguay est de 901 inscrits en 2024 soit une augmentation de 3,1̥ par rapport à 2023 mais reste en dessous du recensement de 2020 avec 1 159 inscrits.
La communauté paraguayenne en France est de 1 200 inscrits.

### Relations économiques
Le Paraguay, 16e marché français en Amérique latine, reste pour la France un partenaire commercial modeste. Au cours des dernières années, les échanges commerciaux ont évolué en dents de scie, alternant des périodes d’expansion (+24,7% en 2018) et de récession (-7,5% en 2019). En 2023 le volume des échanges a augmenté : les exportations françaises ont atteint 124 M USD et nos importations 13 M USD. En 2023, la balance commerciale française a donc été positive de 111 M USD. Les importations sont particulièrement volatiles, car composées à 59 % de produits agricoles et issus des industries agro-alimentaires.
La présence commerciale française se concentre dans les secteurs des médicaments et des vaccins (Sanofi), des parfums et cosmétiques (L’Oréal), de l’automobile (Renault, PSA, Michelin, Total), du machinisme agricole (Kuhn), de l’agro-alimentaire et de la chimie (Louis-Dreyfus, fertilisants Roullier, Lactalis via le rachat de Parmalat), de la construction (Soletanche-Bachy, filiale du groupe Vinci) et des services (Oberthur technologies, CMA-CGM, Axa assistance). Les céréales, notamment les graines de soja, et les oléagineux, remportent la première place dans les exportations paraguayennes vers la France. Elles sont suivies par les épices, les huiles essentielles, le sucre et la viande. La présence de marques françaises ne se traduit pas toujours dans la balance commerciale, certains produits (automobiles) étant assemblés ou importés depuis le Brésil ou l’Argentine. Enfin, le groupe Vatel a ouvert une école hôtelière à Assomption en mars 2012.
Eurostat recensait en 2019 une vingtaine de filiales d’entreprises françaises au Paraguay employant environ 400 personnes. Les entreprises françaises marquent un intérêt pour les opportunités qu’offre ce pays, avec l’aide notamment de la chambre de commerce franco-paraguayenne. Ainsi, Thalès a remporté en 2017 un appel d’offres de 24 M € du ministère de l’Intérieur paraguayen en vue de la modernisation des passeports et cartes d’identité, et Oberthur a remporté fin 2023 l’appel d’offres de la Banque centrale du Paraguay pour concevoir le nouveau design des billets de banque.

### Autres coopérations
Météo France International a signé en décembre 2022 un contrat avec le ministère de l’Agriculture et de l’Élevage paraguayen, après avoir remporté l’appel d’offres pour un montant 2,5 M€. Cet accord s’inscrit dans le cadre du projet PROMAFI (projet d’amélioration des revenus de l’agriculture familiale paysanne et indigène), financé par le FIDA, qui permettra de doter des petits agriculteurs de l’Est du pays d’outils de prévisions météorologiques de pointe.
Le projet "Écoles sans Murs", financé par l’AFD à hauteur de 1,1 M€ dans le cadre du dispositif « Initiative OSC » et conduit par l’ONG BICE dans plusieurs pays, est mis en œuvre au Paraguay par l’association Callescuela depuis 2021 (phase 2 validée en 2024 pour 3 ans). Il vise à faciliter l’accès à l’éducation et à la formation professionnelle des enfants vivant dans des zones marginalisées.
CIVIPOL a signé en septembre 2023 avec le ministère de l’intérieur paraguayen une convention cadre visant à renforcer les ressources humaines et à développer les technicités de la police nationale. Un premier projet, autofinancé par le Paraguay, est prévu à l’horizon 2025 (acquisition et formation de chiens destinés à la recherche de stupéfiants, formation de maîtres-chiens et appui à la création d’un centre d’instruction cynophile de la police paraguayenne).